# Cyclops kolensis
Cyclops kolensis – gatunek widłonoga z rodziny Cyclopidae, nazwa naukowa gatunku została po raz pierwszy opublikowana w 1901 roku przez szwedzkiego zoologa Vilhelma Lilljeborga.